# Encyklopedia umiejętności politycznych
Encyklopedia umiejętności politycznych (niem. Encyklopädie der Staatswissenschaften) – główne dzieło niemieckiego prawnika i myśliciela Roberta von Mohla; zaliczane do najważniejszych prac doktryny państwa prawnego i używane w XIX w. (także na ziemiach polskich) jako podręcznik prawa i nauk politycznych.
Pierwsze wydanie zostało opublikowane w 1859 i przełożone na język polski przez Antoniego Białeckiego. Współcześnie zostało opracowane na nowo przez Adama Bosiackiego.
Von Mohl przedstawił w nim swoje poglądy na istotę państwa, system rządów, katalog praw i obowiązków obywatelskich. Podstawami życia państwowego były dla niego:
1. ludność,
2. terytorium,
3. własność.

Przypomina to późniejszą triadę Georga Jellinka, który jako składniki swojej definicji państwa podał:
1. ludność,
2. terytorium,
3. władza.

Natomiast von Mohl podzielił państwa na:
1. zupełne,
2. niezupełne, czyli państwa małe terytorialnie, nie potrafiące zapewnić sobie obrony, nie posiadające wystarczających zasobów materialnych i niematerialnych dla rozwinięcia instytucji społeczno-gospodarczo-politycznych (sądownictwa, szkolnictwa, poczty, komunikacji, skarbowości itp.). W tym ujęciu państwami niezupełnymi było np. wiele małych krajów niemieckich w okresie rozbicia dzielnicowego Niemiec.

Wyróżnił zasady rządzące państwem i społeczeństwem:
1. prawo,
2. moralność,
3. praktyczność i roztropność,
4. religia.

Pisał dobitnie: „wymagając od państwa jakiejś czynności lub instytucji, żądanie takie trzeba uzasadnić prawem, moralnością lub przydatnością”.
Wymieniał różne sposoby powstawania państw na podstawie:
1. przemoc i przymus,
2. kontrakt (umowa społeczna),
3. wola boska (przez twórców religii). Tak np. uczynił Mahomet.
4. rozrośnięcie się plemienia,
5. inicjatywa wybitnej jednostki.

Stwierdził, iż państwo, aby istniało nie musi:
1. uszczęśliwiać wszystkich obywateli,
2. tylko i wyłącznie chronić przepisy prawne,
3. urzeczywistniać hipotetycznego zadania ludzkości, bożego planu, ducha narodu itp.
4. oddawać obrazu bożego królestwa,
5. zaprowadzać na siłę zasad moralnych,
6. składać się wyłącznie z wolnych obywateli,
7. być suwerenne.

Stanął w opozycji do św. Augustyna i Hegla. Dodał, że każdy naród ma prawo do posiadania własnego państwa (co biorąc pod uwagę prześladowania Polaków pod zaborem pruskim daje do myślenia). Jego zdaniem powstanie państwa nie powinno być oparte na przemocy, ale jeśli już do tego dojdzie, to dopuszczał możliwość zalegalizowania owego pierwotnego przymusu późniejszą zgodą mieszkańców (czynną lub bierną).
O państwie prawnym pisał, iż pozwala na rozwinięcie przez jednostkę swoich uzdolnień i spożytkowanie ich dla dobra wspólnego; swoje zadanie i pożytek upatruje w bezpośrednim zadowoleniu jednostek i poszczególnych grup społecznych; pozwala zorganizować życie religijne w stosownych ramach. Państwo prawne jest – tak uważał – oparte na racjonalności, a dla jego bytu niezbędny jest odpowiednio wysoki poziom oświaty, wykształcenia społeczeństwa. Charakterystyczne dla państwa prawnego jest obciążenie go koniecznością realizacji wielu zadań. Państwo prawne jest aktywne na wielu obszarach życia społecznego. Każda jednostka ma prawo żądać od państwa prawnego pomocy w realizacji swoich zadań, które nie kolidują z interesem ogólnym. Natomiast rządzący mają prawo:
1. domagać się aby wszyscy obywatele byli posłuszni zasadom państwa,
2. użyć wszelkich środków koniecznych dla realizacji celu państwa,
3. żądać wynagrodzenia za swoją pracę.

Robert von Mohl sprzeciwiał się ścisłemu podziałowi władz, ponieważ uważał taki stan za nielogiczny. Uważał, że władza państwowa jest jedna i niepodzielna, a rozgraniczone mogą być jej zadania na ustawodawcze, wykonawcze i sądownicze. Pogląd ten we współczesnej historii prawa głosi także Prof. Jan Baszkiewicz („Powszechna historia ustrojów państwowych, Gdańsk 2002).
Robert von Mohl podkreślał wielokrotnie, iż dobre funkcjonowanie państwa, powodzenie decentralizacji jest uwarunkowane poziomem umysłowym społeczeństwa (wykształceniem, poziomem oświaty). Podobnie wypowiadał się Johann Gottlieb Fichte w „Powołaniu człowieka” z 1800 r. Mohl dodawał, że ustrój danego państwa musi być dopasowany do stanu danego społeczeństwa, wskazując przy tym na zaburzenia w państwach Ameryki Łacińskiej. Krytycznie też odnosił się do ustroju USA, krytykował niewolnictwo, zauważał np. sztuczność granic stanów.
Był zagorzałym przeciwnikiem socjalizmu, kolektywizacji społeczeństwa. Opowiadał się za monarchią konstytucyjną z monarchą krępowanym zasadą kontrasygnaty. Parlament – według niego – winien być jednoizbowy. Władza wykonawcza silna, centralna, szybko i zdecydowanie podejmująca decyzje i odwołująca się po radę i zatwierdzenie ważniejszych kwestii do parlamentu (np. budżetu). Zaś obywatele mieli posiadać prawo do kontrolowania władzy, np. prawo petycji.
Ten niemiecki prawnik dostrzegał wady kapitalizmu wolnokonkurencyjnego. Uważał, że dla poprawienia sytuacji społecznej należy uwzględnić robotników przy podziale zysków, ułatwić kredyt godnym przemysłowcom nie posiadającym wystarczającego kapitału, zapewnić opiekę osobom niezdolnym do pracy. Krytykował chaotyczność gospodarowania, np. produkowanie bez możliwości zapewnienia dostatecznego zbytu. Kładł nacisk na sprawę ludności danego państwa, opisując zagrożenia wynikające z braku dostatecznej liczby ludności (sprawy obronności) i przeludnienia (bezrobocie, ubóstwo, brak oświaty, głód, przestępczość).
Interesował się również systematyką źródeł prawa. Podzielił je na:
1. ustawy organizacyjne, czyli ustrojowe (w naszym rozumieniu konstytucje),
2. ustawy zwyczajne,
3. rozporządzenia pospolite i postanowienia (rozwijały ustawy wyższe, na których się opierały lub porządkowały sprawy podrzędne, mniej ważne).

Stawiał wymogi, jakie ustawy winny spełniać:
1. nie powinny zobowiązywać do spełnienia rzeczy niemożliwych zarówno obywateli, a tym bardziej urzędników
2. nie mogą być ogłaszane jako niezmienne. Za dozwolone i pożyteczne uznawał stosowanie formalności „mających na celu zabezpieczenie się od lekkomyślnych i częstych zmian bez rzeczywistej potrzeby”
3. nie działające wstecz (lex retro non agit).
4. zachowujące prawa nabyte
5. nie mogą naruszać ustaw wyższego rzędu
6. właściwie ogłoszone (publicznie, w zrozumiałej formie, w sposób ułatwiający zrozumienie i zapamiętanie, w zrozumiałym języku)
7. nie mogą bezpośrednio kopiować przepisów z innego państwa
8. powinny zaspokajać rzeczywiste potrzeby społeczeństwa, a nie upodobania rządzących lub służyć im do robienia eksperymentów
9. powinny być wydawane po dokładnym zbadaniu istniejącego stanu rzeczy (w oparciu o raporty, wysłuchanie obywateli, prace statystyczne, opinii znawców, głosów prasy)
10. powinny uwzględniać dorobek prawodawstwa innych państw (pożytkować to, co inni już zrobili) i dorobek nauki
11. właściwie ograniczone do rzeczywistych potrzeb i geograficznego obszaru, „zbytnia gorliwość prawodawcza rodzi nieraz zamęt w rozkazach, niedokładne obznajomienie się obywateli i urzędników, a ostatecznie – lekceważenie”
12. stosowne w środkach, „gdyby więc np. jakaś ustawa podrzędnej stosunkowo potrzebie zadość czyniła, a wymagała jednocześnie obszernych zarządzeń, to wydanie tejże ustawy byłoby nieroztropne, choćby jej treść nie podlegała zarzutom”
13. powinny ograniczać się do postanowień zasadniczej treści i unikać kazuistyki
14. powinny być zredagowano możliwie zwięźle i jasno.

Zdaniem R. von Mohla kodyfikowanie prawodawstwa odnoszącego się do danej części życia państwowego jest wówczas przydatne, gdy przedmiot kodyfikacji jest już całkowicie opracowany i mające być wydane przepisy w całości i w szczegółach prawdopodobnie dłuższy czas istnieć będą. Jeśli zaś następują częste zmiany przepisów wskutek przemian wewnątrz państwa lub nie istnieją utarte przekonania odnośnie do danej dziedziny działalności państwa lub stosunków obywateli między sobą, tam oddzielne ustawy są stosowniejsze, ponieważ można je w miarę potrzeby zmieniać, nie narażając ogólnych zasad prawodawstwa na zmianę i niejasność, a powagi prawodawcy na szwank.
Autor, „Encyklopedii umiejętności politycznych” wskazywał na obowiązki władzy centralnej:
- utrzymanie porządku prawnego,

1. uporządkowanie prawa zwyczajowego,
2. zorganizowanie praktyki sądowej,
3. wprowadzenie instytucji zapobiegających próbom naruszenia prawa,
4. wprowadzenie sądów, które mogłyby przywracać naruszone prawo w sprawach cywilnych lub karnych, a także zapewnienie im możliwości stałego działania,
5. wykonywanie wydanych, prawomocnych wyroków.

- pomaganie obywatelom w zaspokajaniu ich potrzeb,
- staranie się o dobre ustawodawstwo,
- określenie warunków i sposobów działania władz, tworzenie urzędów, mianowanie urzędników i określanie ich kompetencji,
- obrona państwa,
- racjonalne gospodarowanie dochodami państwa (sprawiedliwe ściąganie podatków).

Do praw obywatelskich zaliczył
1. prawo do życia w państwie
2. prawo do opuszczenia państwa (prawo wychodu)
3. prawo zmiany miejsca pobytu, poruszania się po kraju, wyboru miejsca zamieszkania
4. prawo czynienia wszystkiego, co nie jest prawnie zabronione
5. prawo do swobodnego rozwoju jednostki
6. wolność osobista
7. ochrona przed bezprawnym aresztowaniem, nietykalność mieszkania, tajemnica korespondencji
8. zakaz niewolnictwa i poddaństwa
9. prawo wolnego wyrażania myśli i zapoznawania się z myślami innych obywateli (swoboda wypowiedzi, myśli i sumienia)
10. wolność religijna
11. prawo do wyboru zawodu
12. prawo do swobodnego wykonywania nieszkodliwych zajęć
13. swoboda w dążeniu do osiągnięcia swoich zgodnych z prawem celów
14. prawo do nauki, kształcenia sił fizycznych i umysłowych
15. swoboda stowarzyszeń i zgromadzeń
16. prawo do poszanowania własności, pobierania podatków zgodnie z prawem
17. równość wobec prawa
18. prawo wszystkich uzdolnionych do udziału w sprawach publicznych (z wyjątkiem nieletnich, kobiet, niesprawnych umysłowo, przestępców itp.), czyli np. piastowania urzędów, udziału w wyborach
19. prawo petycji

W ww. katalogu wyodrębniał prawa polityczne, które dotyczyły udziału obywateli w życiu publicznym.
O wolności religijnej pisał tak: „Obywatel, którego religijne przekonania nie zgadzają się z zasadami prawnie istniejącego państwa, nie może skutkiem osobistego swego poglądu domagać się, aby zmieniono zasadniczą ideę państwa, dogodną dla ogółu mieszkańców, ani też nie może bezkarnie wypowiadać mu posłuszeństwa. Nic mu nie pozostaje, jak opuścić państwo. Podobnie nawet całe stowarzyszenie religijne (jakiś kościół czy sekta), którego nauka lub zewnętrzna organizacja nie zgadza się z ideą państwa prawnego lub daną konstytucją w danym przypadku, również nie ma prawa narzucać się, tak jak wszelkie inne stowarzyszenie przeciwne celom państwa”.
Wymiar sprawiedliwości zdaniem Mohla dzielił się na:
1. uprzedzający (policja i prokuratura). Jego zadaniem było zapobieganie przestępstwom,
2. przywracający (sądy), którego rolą była naprawa społeczeństwu wyrządzonej przez przestępcę szkody, przywrócenie porządku i bezpieczeństwa publicznego, wymierzenie kary, ale i rozstrzygnięcie sporu między dwiema osobami fizycznymi lub podmiotami. Dlatego jako dwa filary przywracającego wymiaru sprawiedliwości podał sądy karne i cywilne.

Interesująco pisał o zarządzie finansami państwa: „Nie tylko leży w interesie gospodarstwa państwowego, ale jest najsurowszym prawnym obowiązkiem, aby wszelkie dochody publiczne... były jak najtroskliwiej strzeżone i najoszczędniej używane. Surowe kary powinny grozić za sprzeniewierzenie się, a bezwzględne ich wymierzanie nakazuje panującemu sumienie i prawo. Słuszne jest, aby żyjący obecnie sami ponosili wydatki na urządzenie instytucji, które chcą mieć i z których korzyści odnoszą. Nie mają więc prawa obciążać przyszłe pokolenia obowiązkami, którym sami powinni byli zadośćuczynić. Stąd wynika ogólna zasada, że prawnie nie można usprawiedliwić długów państwowych. Wtedy tylko zarzut ten znika, gdy z ich pomocą i przyszłe pokolenia odnosić będą taką samą korzyść, jak obecne... Jako przykład długów państwa, które ze spokojnym sumieniem można włożyć i na przyszłe pokolenia, służyć mogą wydatki na zbudowanie dróg żelaznych zrobione. Prawda, że w tym przypadku przypuszcza się z góry, iż spłacanie wyłożonej sumy nie zostanie płonne w przyszłości przez jakiś nowy wynalazek, który by uczynił niepożytecznym ten wyborny sposób komunikacji”.